# Wilhelm Wadman
Karl Vilhelm Vadman, född 24 januari 1856 i Skövde församling, Skaraborgs län, död 30 januari 1903 i Kristianstads församling, Kristianstads län, var en svensk tidningsman.
Wadman, som var filosofie kandidat, var medarbetare i Vårt Land 1886–91, redaktionssekreterare för Eskilstuna Tidning 1892–93 och redaktör för Kristianstads Läns Tidning 1896–99.